# نيري
نيري هو لاعب كرة قدم برازيلي في مركز الهجوم، ولد في 15 فبراير 1976 في ريو دي جانيرو في البرازيل. لعب مع نادي آراو ونادي بيلينزونا ونادي سانت غالن ونادي شافهاوزن ونادي كرينز ونادي ويل ويانغ بويز.

## وصلات خارجية
- نيري على موقع قاعدة بيانات كرة القدم.إي يو (الإنجليزية)
- نيري على موقع Soccerway.com (الإنجليزية)
- نيري على موقع عالم كرة القدم.نت (الإنجليزية)